# Gynochthodes lenticellata
Gynochthodes lenticellata là một loài thực vật có hoa trong họ Thiến thảo. Loài này được (C.B.Rob.) Merr. mô tả khoa học đầu tiên năm 1923.